# 胜利号战列舰 (1900年)
胜利号战列舰（俄语：Победа），是俄罗斯帝国在十九世纪末建造的3艘佩列斯韦特级战列舰的三号舰，造价1005万卢布。本舰建成后即配属俄羅斯帝國海軍太平洋舰队，1903年起驻扎在旅顺港（俄方称亚瑟港）。1904年日俄战争爆发时，本舰参加了旅顺口海战，其后在黄海海战中随舰队退回旅顺港。虽然本舰在多次海战中都受损不大，然而在日军炮击时受重创坐沉。
旅顺要塞陷落后，日军捕获了胜利号，加以改造，并根据周防國而将本舰重新命名为“周防”，编列入日本海军。在奏请明治天皇定夺时，另一个候选名字是“伊豫”。本舰在日本海军中先是作为战列舰，其后用作海防舰、训练舰、杂役船等。日本签订《华盛顿海军条约》后裁撤了一批老旧的军舰，1922年周防除籍并拆解。

## 设计和概述
佩列斯韦特级的诞生与英國皇家海軍的百夫长级有很深的渊源。十九世纪末期，英国设计并建造了两艘百夫长级二等战列舰，用以防卫远离本土的据点，击退进行商路破袭的装甲巡洋舰，如俄国的俄罗斯号和留里克号等。受此刺激，俄国也针锋相对地设计了佩列斯韦特级，用以护卫己方的装甲巡洋舰。因此佩列斯韦特级牺牲了一定的防护和火力水平，以换取更高的航速和更远的航程。
佩列斯韦特级三号舰胜利号全长132.4米，宽21.8米，吃水深8.0米。设计排水量1万2877吨，建造过程中超重不少，实际排水量达到了1万3530吨。本舰安装有30座贝尔维尔式水管锅炉，由3座垂直3段膨胀式复合蒸汽机提供动力，驱动3根推进轴，设计功率1万4500匹马力，设计最大航速18节。不过1899年11月本舰在海试时录得1万5578匹马力，实际最大航速18.5节。本舰可以装载2090吨煤，可以在10节经济航速下达到6200海里的航程。
本舰主炮为4门10英寸（254）火炮，安装在两座炮塔上，前后各一座。副武器为11门法国加奈生产的6英寸（152）速射炮，分别安装在舰体、以及前部船艏楼下方的炮郭中。另外还有一批用以防范鱼雷艇的小型武器，包括20门75毫米速射炮、20门47毫米炮以及8门37毫米炮。鱼雷武器为5具15英寸（381）鱼雷发射管，3具位于水线上、2具位于水线下。此外舰上还携带有45颗水雷。
本舰水线装甲带为哈维固态渗碳硬化钢装甲，厚度为4—9英寸（102—229）；炮塔则为克虏伯渗碳装甲，厚9英寸（229）；甲板装甲厚2—3英寸（51—76）。
由于本舰航速较快，有的资料称其为“快速战列舰”。

## 舰历

### 俄国海军服役期间
1898年4月26日，俄国方面下达了胜利号的订单，同年5月30日，圣彼得堡波罗的海船厂就已经开始着手胜利号的建造工程。1899年2月21日，俄国方面正式为本舰举行龙骨安放仪式。1900年5月10日，本舰下水；1901年8月31日，本舰由拖船拖带至喀琅施塔得进行海试，同年10月份进行了轮机海试。1902年8月1日，本舰前往列威利参加俄国为庆祝德国皇帝威廉二世访俄而举行的阅舰式。同年10月，本舰在完成了火炮测试后进入俄国海军服役，总造价1005万卢布。其后胜利号随同其他俄国舰艇前往远东旅顺港（亚瑟港）。一路上胜利号饱受主机故障的困扰，尤其是锅炉水管漏水问题一直没得到解决，导致锅炉保护用的镀锌层腐蚀严重。胜利号曾经短暂地在波特兰岛停留检修锅炉，但到了地中海状况就已经日益恶化，胜利号只能脱离舰队，独自到希腊比雷埃夫斯进行彻底的修理。
1903年6月13日，胜利号抵达旅顺港（亚瑟港）并加入太平洋舰队旅顺分舰队。同年7月，胜利号赴符拉迪沃斯托克（中文旧称海参崴）进行整修，9月才返回旅顺。10月3日，俄国海军正式将胜利号列入军舰籍。

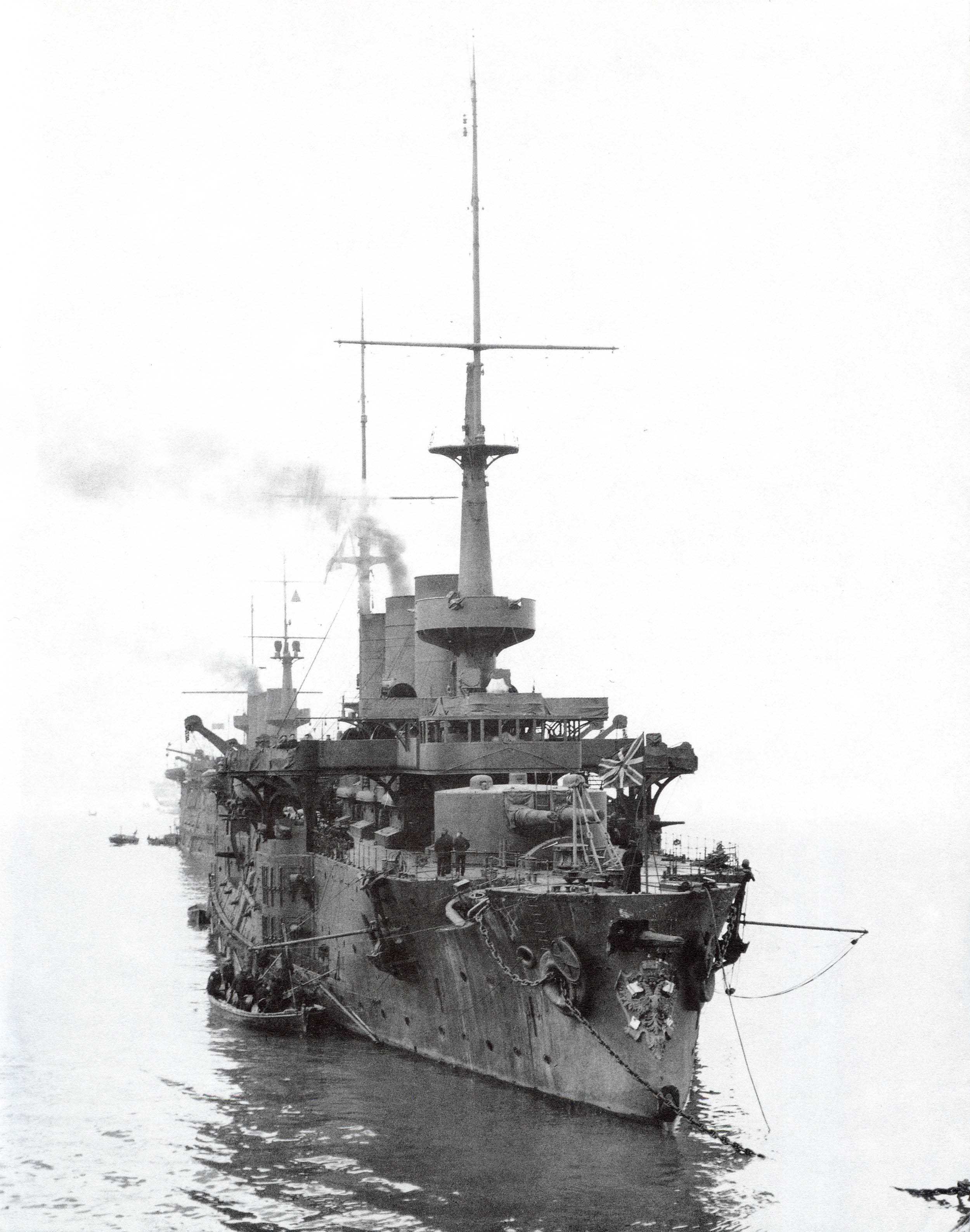
锚泊中的胜利号，可能摄于1904年3月

甲午战争日本获胜之后，日本和俄国之间就满洲地区和朝鲜半岛的利益争夺愈发激烈，战争爆发的可能性也与日俱增。1903年底，日本方面认定谈判已经失去了意义，战争一触即发。考虑到战争随时都有可能爆发，太平洋舰队旅顺分舰队的主力舰将锚地转移到了旅顺港外港，一旦日本出兵登陆朝鲜，俄国舰队随时可以出动。
2月8-9日深夜，日本海军的驱逐舰编队夜袭旅顺口俄军泊地，日俄战争爆发。胜利号在当晚的鱼雷袭击中没有受损。9日早上，日本联合舰队司令长官东乡平八郎海军中将判断俄军舰队受到鱼雷攻击后已经重创、陷入混乱，于是率领主力闯入旅顺港，用主炮对旅顺港岸防炮台进行炮击，而只用副炮攻击俄国舰队。然而俄国舰队并没有如日军高层指挥官预料的那样不堪一击，全舰包括胜利号在内对日舰进行了反击。日军的副炮对于俄舰并没有起到太大的杀伤作用，使得俄舰可以持续进行还击。12:11，联合舰队总旗舰三笠命中胜利号一发12英寸炮弹，爆炸的火光即使在日军舰列中也相当明显。胜利号舰体中部水线装甲带附近受到1到2发命中，2人死亡、4人负伤，只是炮弹都没有击穿胜利号的主装甲。
同年3月22日，日军舰艇在港外对旅顺港发动间接炮击。胜利号以及若干其他俄军战列舰也进行了间接射击作为还击；其中胜利号击中日军富士號一发炮弹，杀死7人。同年4月13日，日军巡洋舰编队抵近攻击，时任太平洋舰队旅顺分舰队司令斯捷潘·馬卡羅夫马上出动大批军舰出港迎击。日军巡洋舰撤退，埋伏在外的第一战队（主力舰编队）随即靠近。发现了日军主力接近的馬卡羅夫下令俄舰退回港内，然而在撤退时旗舰彼得罗巴甫洛夫斯克号触雷爆炸沉没，馬卡羅夫战死。跟随在彼得罗巴甫洛夫斯克号后面的胜利号也触发了一颗水雷，进水左倾11度，但还是能依靠自己的动力返回港内。胜利号回港进行了修理，直到6月9日才结束，在此期间俄军从胜利号上拆除了一些火炮搬到陆地上协助防御。胜利号总共拆除了3门6英寸炮、两门75毫米炮、1门47毫米炮、4门37毫米炮。
同年6月23日，继任太平洋舰队旅顺分舰队司令的威廉·维特捷夫特海军少将首次尝试突围，佩列斯韦特号也参加了这次行动。日军舰队在俄舰出港后迅速进行围堵，维特捷夫特不打算与日军决战，而选择回港。同年7月28日，胜利号对从陆地上进行围攻的日军阵地进行了炮击。
由于日本陆军持续从陆地上炮击，旅顺港内的俄军舰队处境越发险恶。俄国高层责成维特捷夫特率领舰队从速突围，前往符拉迪沃斯托克（中文旧称海参崴），与符拉迪沃斯托克分舰队会合。港内俄舰8月10日07：00开始起航，准备突围，而日军舰队在中午拦截住俄军舰队，黄海海战爆发。
胜利号在俄军战列中序列第3，在战斗一开始的远程炮击阶段损伤不大。大约18：00，朝日发射的12英寸炮弹击中了俄军旗舰皇太子号的司令塔，正站在外面观察的维特捷夫特以及多名参谋人员当场战死，舰长重伤，混乱中皇太子号做出了一个剧烈的机动，然后停了下来。跟在后方的列特维赞号一开始误以为是司令有意而为之而试图跟随，接着第三位的胜利号也试图跟随，随后两舰被迫急转弯以避免撞上皇太子号，这一连串机动导致俄军战列陷入了混乱。混乱中，处于指挥链第二位置、舰队副指挥、战列舰分队司令的帕维尔·彼得洛维奇·乌赫托姆斯基海军少将意识到旗舰出了问题，于是在座舰佩列斯韦特号上升起了将旗，命令其余俄舰跟随。重新组织队列花费了不少时间。此时皇太子号、佩列斯韦特号、波尔塔瓦号都多处中弹，严重影响了机动能力，俄军舰队此时只能选择撤回旅顺港。混战中胜利号受到11发大口径炮弹命中，其中一发击中水下装甲，不过都没有击穿装甲；胜利依旧可以自行返回港内，而没有大碍。舰上4人战死、29人负伤，1门10英寸炮和3门75毫米炮损坏。
俄军舰队返回了港内，暂时逃过一劫，然而日军并没有放松陆地上的进攻。接替战死的维特捷夫特担任舰队司令的罗伯特·维伦决定再次抽调舰队水兵和火炮充实地面防线。9月20日，日军攻下了外围的一个高地，日军炮兵获得了对港内一定的观测能力。9月28日，日军对港内炮击时，命中胜利号多发150毫米和120毫米炮弹，对非装甲区域造成一定的损伤。日军在接下来的1个半月内持续进行炮击，胜利号屡次受到命中，不过都不是很严重。同年10月2日，日军开始使用280毫米重炮对港内进行射击。10月8日胜利号更换了停泊地，暂时躲开了日军的直接视线，但依然偶有盲射的炮弹命中。同年12月5日，日军以惨重的代价攻下了203高地，从此日军可以用重炮直接对港内进行瞄准射击。12月7日，胜利号遭到30余发命中，坐沉于浅水区内。俄军曾试图在投降前破坏胜利号，但因为本舰的重要部位早已经没入水下，破坏行动没有成功。

### 日本海军服役期间

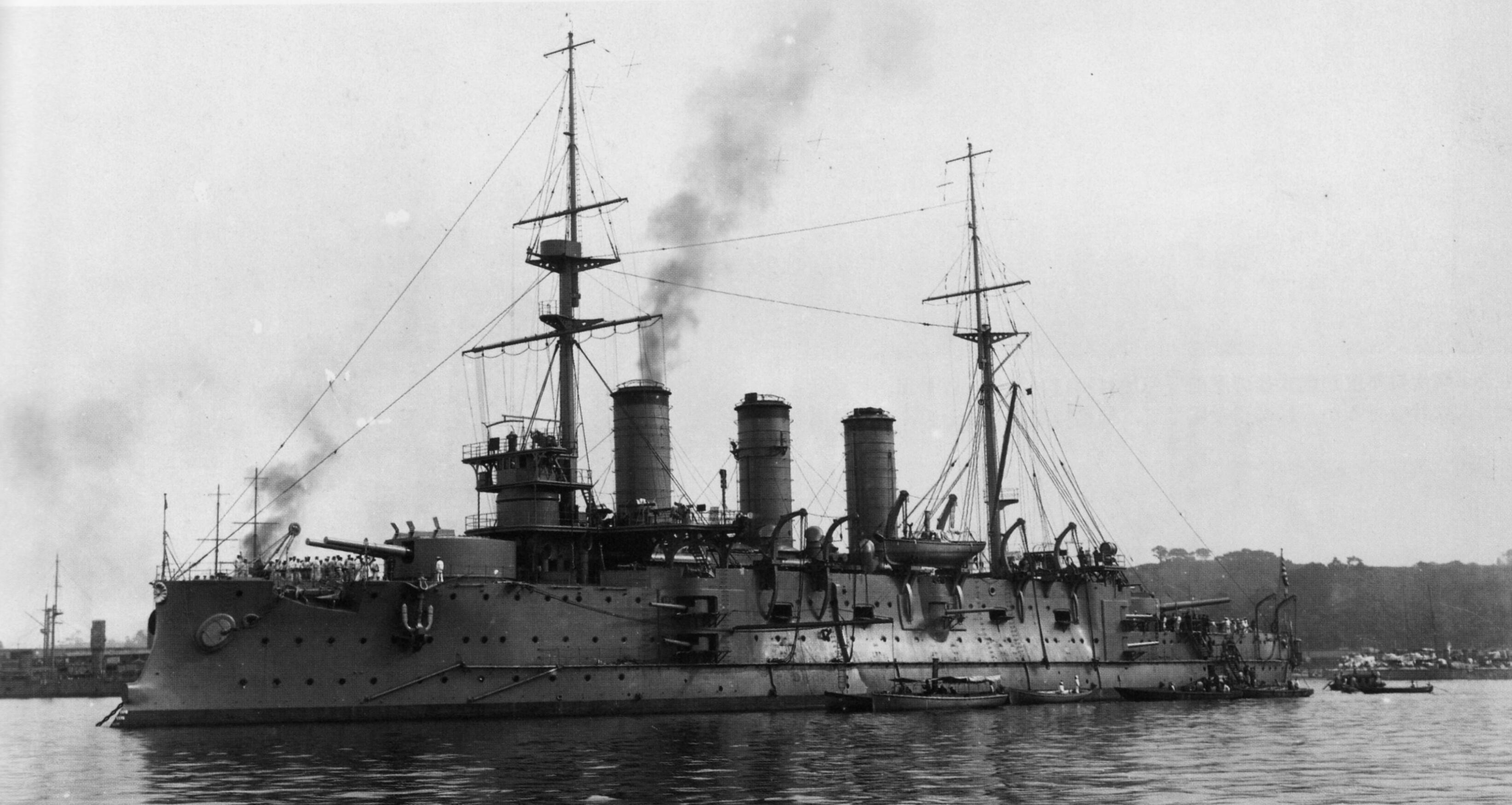
停泊在横须贺的周防号，摄于1908年10月10日

1905年1月1日，旅顺要塞陷落，日军捕获了废弃的胜利号。同年6月7日，日军开始着手实施打捞作业。同年10月17日，成功将胜利号打捞浮起。同年10月25日，日本方面将胜利号重新命名为“周防”；也在同一天，将两艘战利舰周防（胜利号）、肥前（列特维赞号）分类为一等战列舰。本舰列入横须贺籍。同年12月3日，周防在鎮遠、子日两舰护卫下从旅顺出发，返回日本。12月12日，周防等舰还在路途中时，日本海军修订了舰艇等级分类表，废除了战列舰一等、二等的分类，周防的分类也随之变更为“战列舰”。12月16日，周防等三舰抵达佐世保，其后周防前往长崎进行修理。
1906年5月6日，周防从长崎出发往横须贺，然后在横须贺继续进行修理。
1908年10月，周防的修理作业终于完成。日本人在修理时也进行了一番改装。为了提高复原性，日方将本舰前桅的作战桅盘拆除；6英寸副炮也全部拆除，其他全部轻型火炮则统一替换成20门12磅速射炮；此外还拆掉了原有的鱼雷发射管，改成两具安装在水线上的18英寸（457）鱼雷发射管。
1912年8月28日，日本海军再次修订海军类别等级表，周防改列入一等海防舰（7000吨以上）。
1914年，第一次世界大战爆发，第二舰队司令长官加藤定吉率领一批日俄战争的老式军舰，参加了青島戰役。周防作为第二舰队第二战队旗舰，也参加了是次作战，为协约国军队进攻青岛提供炮火支援。
1922年4月1日，作为《华盛顿海军条约》签字国，日本将一批老旧军舰裁撤，周防也在裁撤名单之中。同年7月13日，正在吴海军工厂系留堀进行解体作业的周防因为漏水而倾覆。9月25日，有关方面成功将周防牵引出来，随后拖曳到廣島縣三子岛作为堤坝自沉，并在舰体上加修工事。

## 历任舰长

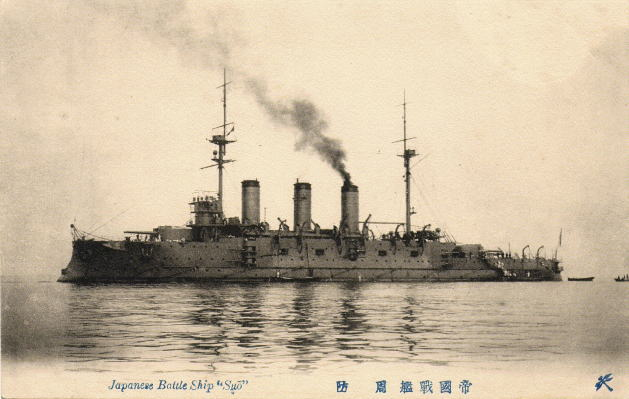
日本明信片中的周防号

### 俄国舰长
不详

### 日本舰长
下表系根据《日本海軍史》第9、10卷《将官履歴》，以及《官報》进行整理。
- 西紳六郎 海军大佐：1906年8月30日 - 1907年3月12日
- （兼）茶山豊也 海军大佐：1907年3月12日 - 4月18日
- 吉見乾海 海军大佐：1907年4月18日 - 7月1日
- 仙頭武央 海军大佐：1907年7月1日 - 1908年5月15日
- 小花三吾 海军大佐：1908年9月1日 - 1909年5月22日
- 田中盛秀 海军大佐：1909年5月22日 - 1910年4月9日
- 東郷静之介 海军大佐：1910年4月9日 - 1911年12月1日
- 高木七太郎 海军大佐：1912年4月30日 - 12月20日
- （兼）广濑顺太郎 海军大佐：1912年12月20日 - 1913年1月10日
- 吉岛重太郎 海军大佐：1913年4月1日 - 12月1日
- 冈野富士松 海军大佐：1913年12月1日 - 1914年12月1日
- 下平英太郎 海军大佐：1914年12月1日 - 1915年4月1日
- 丸橋彦三郎 海军大佐：1915年4月1日 - 12月13日
- 三村錦三郎 海军大佐：1915年12月13日 - 1916年12月1日
- 大石正吉 海军大佐：1916年12月1日 - 1917年12月1日
- 石川秀三郎 海军大佐：1917年12月1日 - 1918年12月1日
- 樺山可也 海军大佐：1918年12月1日 - 1919年10月1日
- 小仓嘉明 海军大佐：1919年10月1日 - 12月1日
- 石井祥吉 海军大佐：1919年12月1日[49] - 1920年12月1日[50]
- 高仓正治 海军大佐：1920年12月1日[50] -

## 同级舰
- 佩列斯韦特号战列舰，同样坐沉而被日军捕获
- 奥斯利雅维亚号战列舰，对马海峡海战中沉没